# Scytalopus latebricola
Scytalopus latebricola là một loài chim trong họ Rhinocryptidae.